# Кубок Фарерських островів з футболу 2005
Кубок Фарерських островів з футболу 2005 — 51-й розіграш кубкового футбольного турніру на Фарерських островах. Титул вшосте здобула ГІ Гьота.

## Календар
| Раунд            | Дата               | Матчі | Клуби   |
| ---------------- | ------------------ | ----- | ------- |
| Попередній раунд | 5 березня 2005     | 1     | 21 → 20 |
| Перший раунд     | 13-19 березня 2005 | 4     | 20 → 16 |
| 1/8 фіналу       | 20-22 березня 2005 | 8     | 16 → 8  |
| 1/4 фіналу       | 5 травня 2005      | 4     | 8 → 4   |
| 1/2 фіналу       | 6/24 липня 2005    | 4     | 4 → 2   |
| Фінал            | 29 липня 2005      | 1     | 2 → 1   |

## Попередній раунд
| Команда 1      | Рахунок | Команда 2      |
| -------------- | ------- | -------------- |
| 5 березня 2005 |         |                |
| Ройн (2)       | 0:1     | Вагар 2004 (2) |

## Перший раунд
| Команда 1        | Рахунок | Команда 2      |
| ---------------- | ------- | -------------- |
| 13 березня 2005  |         |                |
| Сумба (2)        | -:+     | Мідвагур (4)   |
| 16 березня 2005  |         |                |
| НІФ Ноульсой (4) | 0:13    | Фрам (3)       |
| 17 березня 2005  |         |                |
| Сервагур (3)     | 2:3     | Вагар 2004 (2) |
| 19 березня 2005  |         |                |
| Лайрвуйк (2)     | 2:0     | АБ Аргир (2)   |

## 1/8 фіналу
| Команда 1       | Рахунок | Команда 2      |
| --------------- | ------- | -------------- |
| 20 березня 2005 |         |                |
| Скала           | +:-     | Б36 Торсгавн   |
| Мідвагур (4)    | 0:2     | Б71 Сандур (2) |
| Вагар 2004 (2)  | 1:2 дч  | Творойрі       |
| Фрам (3)        | +:-     | Клаксвік       |
| ЕБ/Стреймур     | 0:1     | Б68 Тофтір (2) |
| ГБ Торсгавн     | 3:2     | НСІ Рунавік    |
| ВБ Вагур        | 0:1     | Фуглафйордур   |
| 22 березня 2005 |         |                |
| Лайрвуйк (2)    | 2:4     | ГІ Гьота       |

## 1/4 фіналу
| Команда 1     | Рахунок | Команда 2      |
| ------------- | ------- | -------------- |
| 5 травня 2005 |         |                |
| ГІ Гьота      | 3:1     | Скала          |
| Творойрі      | 2:4 дч  | Б71 Сандур (2) |
| Фрам (3)      | 1:2     | Б68 Тофтір (2) |
| ГБ Торсгавн   | 0:1     | Фуглафйордур   |

## 1/2 фіналу
| Команда 1       | Заг. | Команда 2      | 1-й матч | 2-й матч |
| --------------- | ---- | -------------- | -------- | -------- |
| 6/24 липня 2005 |      |                |          |          |
| Б71 Сандур (2)  | 2:7  | ГІ Гьота       | 1:5      | 1:2      |
| Фуглафйордур    | 3:1  | Б68 Тофтір (2) | 2:1      | 1:0      |

## Фінал
| 29 липня 2005 |

| ГІ Гьота                           | 4:1      | Фуглафйордур |
| ---------------------------------- | -------- | ------------ |
| Якобсен 31', 44', 86' Петерсен 83' | Протокол | Нільсен 74'  |

| «Торсволлюр», Торсгавн Глядачів: 2 500 Арбітр: Біргір Сондун |